# Opius heterochromus
Opius heterochromus är en stekelart som beskrevs av Fischer 1971. Opius heterochromus ingår i släktet Opius och familjen bracksteklar. Inga underarter finns listade i Catalogue of Life.